# 選擇寺 (福岡市)
選擇寺（せんちゃくじ）とは福岡市博多区中呉服町にある浄土宗の寺院。

## 概要
1574年（天正2年）行誓覚公和尚により創建。

## 文化財
- 本尊阿弥陀如来像(福岡市指定文化財）